# Ekko fra et brev
Ekko fra et brev er en dansk eksperimentalfilm fra 1982 instrueret af Lejf Marcussen.

## Handling
Denne artikel mangler et handlingsreferat. Hjælp os med at skrive det.